# Tim Myers
Tim Myers (nascut el 17 de setembre de 1990) és un futbolista neozelandès que actualment juga pel Waitakere United del Campionat de Futbol de Nova Zelanda com a defensa.

## Trajectòria per club
Myers començà la seva carrera futbolística amb l'equip jovenil del Waitakere United, amb el qual estigué fins al juliol de 2007. Tot i començar a formar part de l'equip oficial i professional el juliol de 2007, Myers no jugaria en cap partit per l'equip fins a l'abril de 2008 en un partit contra l'Otago United en què el resultat acabà 2 a 2.
A partir de la temporada 2008-2009 Myers passaria a ser un jugador regular per l'equip. Des d'aleshores ha jugat en 75 partits més i ha marcat un total de 3 gols.

## Trajectòria internacional
El 2007 va formar part de la selecció neozelandesa sub-17 que se n'anà a Corea del Sud per a participar en el Campionat del Món de la FIFA Sub-17 de 2007. Allí va jugar en dos partits, contra el Brasil i contra Anglaterra.
Myers va ser seleccionat com a part de la selecció neozelandesa sub-23 que jugà en el torneig preolímpic de l'OFC de 2012 per als Jocs Olímpics de Londres de 2012. En aquella competició va jugar en un total d'un partit, contra la selecció de Tonga en un partit en què els neozelandesos guanyaren per un contundent 10 a 0.

## Palmarès
- Lliga de Campions de l'OFC (1): 2007-08.
- Campionat de Futbol de Nova Zelanda (4): 2007-08, 2009-10, 2010-11, 2011-12.